# Muslimgauze
Bryn Jones, dit Muslimgauze et parfois E.g Oblique Graph, est un musicien de musique électronique britannique, né à Salford 17 juin 1961 et mort d'une pneumonie dans la même ville le 14 janvier 1999,.
Il est l'auteur de 200 albums, pour la plupart fortement influencés par le Moyen-Orient. dont plus d'une centaine autour de l'occupation de la Palestine.

## Biographie
En 1982, Bryn Jones, originaire de la classe moyenne de la région de Manchester, est marqué par l’intervention militaire israélienne au Liban. L'année suivante, à 22 ans, il réalise son premier album de musique électronique, intitulé Kabul, et publié sous le nom de Muslimgauze, composé de muslim (musulman en anglais), et de gauze (gaze en anglais), une étoffe originaire de Palestine.
Durant la quinzaine d'années suivante, s'ensuivront 200 albums, au rythme d'un par mois, quasiment tous liés à l'actualité du Moyen-Orient. Sa musique peut être située dans l’ambient, la musique industrielle, l’electronica, le dub. Muslimgauze y associe des éléments de field recording, de percussions et d’instruments traditionnels (tels le bouzouki ou le oud) ainsi que des samples de chants orientaux et de musique arabe.
Bryn Jones n'est ni un militant ni un expert en géopolitique, et il s'informe essentiellement par les journaux locaux. Il consacre cependant une centaine de ses albums à la défense de la Palestine. D'autres sont liés à l'histoire de l'Iran ou aux persécutions en Tchétchénie, en Afghanistan, en Inde, au Pakistan, en Indonésie. Il affirme cependant : « Vous pouvez n’écouter que la musique, ou vous pouvez essayer d’en savoir plus. Ma musique n’est pas politique en soi, c’est le point de départ, la raison pour laquelle elle a été créée, qui l’est. »
Fervent défenseur de l'OLP d'avant les accords d'Oslo, mais aussi du Hamas et du Djihad islamique palestinien, Muslimgauze affirme que « la Palestine doit être libérée de l'occupation sioniste ». A propos du classement du Hamas et du Hezbollah comme organisations terroristes, il déclare en 1995 dans une inteview pour Eskhatos : « C’est facile de critiquer des organisations comme le Hamas ou le Hezbollah lorsqu’on vit en Europe et qu’on est à même de voter et de vivre convenablement. Ces gens ont été privés de tout ce qu’il leur revenait de droit. […] Encore une fois, ce n’est pas à l’Occident de dicter ce que ces gens et ces terres souhaitent, ce qui est toujours ce qui se passe. »
Musicalement, Bryn Jones aime Can, Throbbing Gristle, Faust, « les trucs allemands », et il n'écoute chez lui que de la musique traditionnelle japonaise, indienne, et du Moyen-Orient. S'il est un artiste prolifique, il est paniqué à l'idée de se produire en public. Les lives qu'il réalise sont rares. Aussi, il ne se rend jamais en Palestine, affirmant, par principe, qu'on ne peut pas visiter un pays occupé.
Après sa mort, à 37 ans d'une pneumonie, des inédits de Muslimgauze continueront à être diffusés, répartis pour la plupart de manière posthume sur les labels Staalplaat, Extreme Records et Soleilmoon Recordings.
Muslimgauze est considéré comme l'un des précurseurs de la dark techno, du dub tribal ou encore du dark ambient.
En 2016, Simon Crab, du groupe Bourbonese Qualk, qui sortit les premiers morceaux de Muslimgauze sous le nom de EG Oblique Graph sur son label Recloose Organisation, déclare à son sujet : « Il était extrêmement introverti, très difficile à aborder – il serait sûrement classé dans le spectre de l’autisme aujourd’hui, ce qui explique sans doute sa propension à l’obsession. Je ne pense pas que Bryn était vraiment si politisé que ça. Il réagissait juste aux évènements. Quand je l’ai connu il n’était pas encore 'branché' islam. Il était dans les mêmes dispositions que pas mal d’artistes industriels – une imagerie ambiguë d’oppressions, de gros titres de journaux, de collages, etc. Je pense qu’il était surtout motivé par le fait de choquer et d’énerver les gens, plus que par une certaine compassion. Il était conservateur et très à droite. Très anti-communiste – ou ce qu’il comprenait du communisme – admirateur de Thatcher, ce qui était une anomalie parmi les gens du Nord à l’époque. Mais bon, encore une fois je pense qu’il disait tout ça uniquement pour être dans la contradiction. »,

## Lives
| Date (Année-Mois-Jour) | Pays-Province-Ville    | Lieu                       | Événement                         | Maison de disques |
| ---------------------- | ---------------------- | -------------------------- | --------------------------------- | ----------------- |
| 1993-07-06             | UK-England-Manchester  | Turkish Baths              |                                   | Arabbox           |
| 1995-09-XX             | UK-Scotland-Edinburgh  |                            |                                   |                   |
| 1995-10-08             | UK-Yorkshire-Edinburgh | Cafe Mex                   | Sunday Service                    |                   |
| 1996-02-18             | UK-Yorkshire-Leeds     | The Duchess                | Sunday Service                    |                   |
| 1996-05-26             | UK-Yorkshire-Leeds     | The Duchess                | Sunday Service                    |                   |
| 1996-08-24             | Germany-Berlin         |                            | Staalplaat Sonderangebot Festival |                   |
| 1996-10-17             | UK-Yorkshire-Leeds     | Le Phono                   | Brainticket                       |                   |
| 1997-06-22             | Germany-Rostock        | MS Stubnitz/Rostock Harbor |                                   |                   |
| 1997-07-XX             | Spain                  |                            | 4 am in a Spanish bull ring       |                   |
| 1997-11-01             | UK-Yorkshire-Leeds     | The Duchess                | Tandoori Space                    |                   |
| 1998-01-27             | Japan-Shibuya          | Club Shibuya On Air West   |                                   |                   |
| 1998-06-13             | Sweden-Stockholm       | MS Stubnitz                | Nursery Injection Festival        |                   |
| 1998-09-XX             | France-Normandy        |                            | The Monastery Of Sound            |                   |
| 1998-10-28             | UK-Yorkshire-Leeds     | The Cockpit                | Tandoori Space                    |                   |
| 1998-11-2X             | Germany-Berlin         | Volksbühne                 | Ballroom International            |                   |

## Discographie (non exhaustive)[6]
- 1983 : Kabul
- Juillet 1984 : Hunting Out With an Aerial Eye
- Novembre 1984 : Blue Mosque
- Décembre 1984 : Buddhist on Fire
- Septembre 1985 : Blinded Horses
- Février 1986 : Flajelata
- Août 1986 : Hajj
- Mars 1987 : Jazirat-Ul-Arab
- 1987 : Abu Nidal
- Septembre 1988 : Iran
- Mai 1990 : Intifaxa
- Mai 1990 : City of Djinn
- Juin 1991 : United States of Islam
- Avril 1992 : Zul’m
- Octobre 1993 : Hamas Arc
- Novembre 1993 : Betrayal
- Juin 1993 : Vote Hezbollah
- Novembre 1993 : Veiled Sisters
- Mai 1994 : Citadel
- Juillet 1994 : Hebron Massacre
- Février 1995 : Salaam Alekum, Bastard
- Mai 1995 : Nadir of Purdah (EP)
- Juin 1995 : Silknoose
- Novembre 1995 : Izlamophobia
- 1996 : Bandit Queen (EP)
- Février 1996 : Azzazin
- Août 1996 : Uzbekistani Bizarre and Souk
- Novembre 1996 : Fatah Guerrilla
- Mars 1997 : Gulf Between Us (EP)
- Juin 1997 : Narcotic
- 1998 : In Search of Ahmad Shah Masood
- Février 1998 : Vampire of Tehran
- Juillet 1998 : Tandoori Dog
- Juillet 1998 : Mullah Said
- Août 1998 : Uzi Mahmood
- Septembre 1998 : Sonar vs. Muslimgauze (avec Sonar)
- Novembre 1998 : Fedayeen
- 15 janvier 1999 : Hussein Mahmood Jeeb Tehar Gass
- 17 janvier 1999 : Observe With Sadiq Bey
- 19 janvier 1999 : Return to the City of Djinn
- Mai 1999 : At the City of the Dead
- Juin 1999 : Hand of Fatima
- Juillet 1999 : Azad
- Août 1999 : Lo-Fi India Abuse
- Septembre 1999 : Bass Communion vs Muslimgauze (avec Bass Communion)
- Mars 2000 : Baghdad
- Mai 2000 : Ayatollah Dollar
- Avril 2002 : Sarin Israel Nes Ziona
- Juin 2002 : Completely Oblique
- Mars 2003 : Iranair Inflight Magazine
- Juin 2003 : Dome of the Rock
- Septembre 2003 : Red Madrassa
- Décembre 2003 : Jebel Tariq
- Janvier 2004 : No Human Rights for Arabs in Israel
- Janvier 2006 : Speaker of Turkish
- Septembre 2013 : Tandoor Dog
- 2016 : Untitled 1985